# Stazione meteorologica di Modena
La stazione meteorologica di Modena è la stazione meteorologica di riferimento relativa alla città di Modena.

## Coordinate geografiche
La stazione meteorologica, di tipo automatico DCP, si trova nell'Italia nord-orientale, in Emilia-Romagna, nel comune di Modena, a 35 metri s.l.m. e alle coordinate geografiche 44°39′N 10°54′E.

## Dati climatologici
In base alla media trentennale di riferimento 1961-1990, la temperatura media del mese più freddo, gennaio, si attesta a +2,2 °C; quella del mese più caldo, luglio, è di +24,2 °C.
Le precipitazioni medie annue si aggirano sui 600 mm, distribuite mediamente in 75 giorni, con minimi relativi in inverno ed estate e picchi moderati in primavera ed autunno .
| Modena              | Mesi | Mesi | Mesi | Mesi | Mesi | Mesi | Mesi | Mesi | Mesi | Mesi | Mesi | Mesi | Stagioni | Stagioni | Stagioni | Stagioni | Anno |
| Modena              | Gen  | Feb  | Mar  | Apr  | Mag  | Giu  | Lug  | Ago  | Set  | Ott  | Nov  | Dic  | Inv      | Pri      | Est      | Aut      | Anno |
| ------------------- | ---- | ---- | ---- | ---- | ---- | ---- | ---- | ---- | ---- | ---- | ---- | ---- | -------- | -------- | -------- | -------- | ---- |
| T. max. media (°C)  | 4,4  | 7,7  | 12,3 | 17,5 | 22,3 | 26,2 | 29,0 | 27,7 | 23,7 | 18,0 | 10,8 | 5,2  | 5,8      | 17,4     | 27,6     | 17,5     | 17,1 |
| T. min. media (°C)  | 0,1  | 2,1  | 5,0  | 9,0  | 13,2 | 16,9 | 19,5 | 18,7 | 15,8 | 11,3 | 6,0  | 0,9  | 1,0      | 9,1      | 18,4     | 11,0     | 9,9  |
| Precipitazioni (mm) | 52   | 41   | 44   | 48   | 52   | 50   | 38   | 47   | 51   | 64   | 69   | 56   | 149      | 144      | 135      | 184      | 612  |
| Giorni di pioggia   | 7    | 6    | 6    | 6    | 7    | 6    | 4    | 6    | 5    | 6    | 9    | 7    | 20       | 19       | 16       | 20       | 75   |